# Carlos Puebla
Carlos Puebla (Manzanillo, 1917. szeptember 11. – 1989. július 12.), kubai énekes, gitáros, dalszerző; többek között a Hasta Siempre, Comandante című dal őrzi nevét.
Szegény családba született. Munkásként dolgozott, volt ács, gépszerelő, suszter, mezőgazdasági munkás; de korán érdeklődött a zene iránt. Autodidakta módon sajátította el a gitárjátékot, de tanulmányozta a zeneelméletet is.
1930-ban kezdett el dalokat írni. Szerzeményei szülővárosában népszerűek lettek, melyeket később együttese, a Los Tradicionales adott elő, amely 1953-ban született meg. 1962-től a régi Havannában, egy népszerű bárban muzsikáltak.
1959-ben Fidel Castro mozgalma mellé állt, és attól kezdve a forradalom énekesének nevezte magát.